# Новоушицька селищна територіальна громада
Новоушицька селищна територіальна громада —  територіальна громада в Україні, в Кам'янець-Подільському районі Хмельницької області. Адміністративний центр — селище Нова Ушиця.
Площа громади — 747 км², населення — 25 345 мешканців (2018).
Утворена 20 серпня 2015 року шляхом об'єднання Новоушицької селищної ради та Березівської, Браїлівської, Бучайської, Вільховецької, Глібівської, Заміхівської, Івашковецької, Капустянської, Косиковецької, Куражинської, Кучанської, Малостружківської, Отроківської, Песецької, Пилипковецької, Пилипохребтіївської, Ставчанської, Струзької сільських рад Новоушицького району.
З кінця 2020 року Новоушицька територіальна громада об’єднує 59 населених пунктів (смт Нова Ушиця, селище Загродське і 57 сіл), в яких проживає 26546 жителів.

## Населені пункти
Станом на 01.02.2024 року у складі громади 59 населених пунктів — 2 селища і 57 сіл, які входять до 24 старостинських округів:
| Населений пункт     | Старостинський округ | Населення (2015) |
| ------------------- | -------------------- | ---------------- |
| Нова Ушиця          | центр ОТГ            | 4285             |
| Каскада             | —                    | 1644             |
| Струга              | Струзький            | 1479             |
| Куча                | Кучанський           | 1271             |
| Вільховець          | Вільховецький        | 1265             |
| Івашківці           | Івашковецький        | 1114             |
| Браїлівка           | Браїлівський         | 834              |
| Філянівка           | —                    | 789              |
| Капустяни           | Капустянський        | 788              |
| Куражин             | Куражинський         | 713              |
| Песець              | Песецький            | 711              |
| Заміхів             | Заміхівський         | 642              |
| Пилипи-Хребтіївські | Пилипохребтіївський  | 627              |
| Глібів              | Глібівський          | 573              |
| Березівка           | Березівський         | 569              |
| Пилипківці          | Пилипковецький       | 559              |
| Антонівка           | Отроківський         | 536              |
| Рудківці            | Рудковецький         | 534              |
| Мала Стружка        | Малостружківський    | 530              |
| Ставчани            | Ставчанський         | 461              |
| Отроків             | Отроківський         | 434              |
| Шебутинці           | Березівський         | 399              |
| Жабинці             | Заміхівський         | 371              |
| Глибочок            | Капустянський        | 354              |
| Косиківці           | Косиковецький        | 348              |
| Слобідка            | Ставчанський         | 331              |
| Загродське          | Івашковецький        | 321              |
| Заборознівці        | Пилипковецький       | 305              |
| Бучая               | Бучайський           | 300              |
| Нова Гута           | Вільховецький        | 300              |
| Хребтіїв            | Хребтіївський        | 287              |
| Цівківці            | Браїлівський         | 287              |
| Шелестяни           | Косиковецький        | 284              |
| Тимків              | Отроківський         | 273              |
| Іванківці           | Пилипохребтіївський  | 272              |
| Любомирівка         | Ставчанський         | 231              |
| Іванівка            | Браїлівський         | 222              |
| Стара Гута          | Ставчанський         | 211              |
| Щербівці            | Малостружківський    | 210              |
| Глибівка            | Куражинський         | 192              |
| Маціорськ           | Вільховецький        | 181              |
| Балабанівка         | Малостружківський    | 160              |
| Гута-Глібівська     | Глібівський          | 132              |
| Мала Шурка          | Куражинський         | 101              |
| Кружківці           | Отроківський         | 99               |
| Загоряни            | Бучайський           | 95               |
| Джуржівка           | Глібівський          | 88               |
| Новий Глібів        | Глібівський          | 84               |
| Виселок             | Заміхівський         | 67               |
| Миржіївка           | Глібівський          | 51               |
| Слобода             | Глібівський          | 51               |
| Соколівка           | Пилипохребтіївський  | 34               |
| Хворосна            | Отроківський         | 29               |
| Борсуки             | Борсуківський        | 504              |
| Вахнівці            | Вахнівецький         | 345              |
| Губарів             | Вахнівецький         | 128              |
| Зелені Курилівці    | Зеленокуриловецький  | 824              |
| Пижівка             | Пижівський           | 482              |
| Садове              | Борсуківський        | 159              |